# 科里·邁克·史密斯
科里·邁克·史密斯（Cory Michael Smith，1986年11月14日—）是美國的一位演員。他最近在福斯廣播公司電視劇高譚市中飾演謎語人。他出生在俄亥俄州哥倫布。

## 外部連結
- 科里·邁克·史密斯在互联网电影资料库（IMDb）上的資料（英文）
- 科里·邁克·史密斯的X（前Twitter）
- 科里·邁克·史密斯的Facebook專頁
- 科里·邁克·史密斯的Instagram帳戶